# Central Hockey League 1999/2000
Die Saison 1999/2000 war die achte reguläre Saison der Central Hockey League. Die elf Teams absolvierten in der regulären Saison je 70 Begegnungen. Die Central Hockey League wurde in zwei Divisions ausgespielt. Das punktbeste Team der regulären Saison waren die Fayetteville Force, während die Indianapolis Ice in den Play-offs zum ersten Mal den Ray Miron Cup gewannen.

## Teamänderungen
Folgende Änderungen wurden vor Beginn der Saison vorgenommen:
- Die Fort Worth Fire stellten den Spielbetrieb ein.
- Die Indianapolis Ice aus der International Hockey League wurden als Expansionsteam in die Liga aufgenommen.

## Reguläre Saison

### Abschlusstabellen
Abkürzungen: GP = Spiele, W = Siege, L = Niederlagen, T = Unentschieden, OTL = Niederlage nach Overtime, GF = Erzielte Tore, GA = Gegentore, Pts = Punkte
| Eastern Division        | GP | W  | L  | SOL | GF  | GA  | Pts |
| ----------------------- | -- | -- | -- | --- | --- | --- | --- |
| Fayetteville Force      | 70 | 45 | 22 | 3   | 255 | 202 | 93  |
| Columbus Cottonmouths   | 70 | 39 | 20 | 11  | 233 | 203 | 89  |
| Huntsville Channel Cats | 70 | 37 | 27 | 6   | 242 | 244 | 80  |
| Macon Whoopee           | 70 | 34 | 26 | 10  | 259 | 237 | 78  |
| Memphis RiverKings      | 70 | 9  | 57 | 4   | 175 | 341 | 22  |

| Western Division      | GP | W  | L  | SOL | GF  | GA  | Pts |
| --------------------- | -- | -- | -- | --- | --- | --- | --- |
| Oklahoma City Blazers | 70 | 39 | 24 | 7   | 248 | 220 | 85  |
| Indianapolis Ice      | 70 | 39 | 28 | 3   | 290 | 244 | 81  |
| Tulsa Oilers          | 70 | 38 | 27 | 5   | 251 | 244 | 81  |
| Wichita Thunder       | 70 | 37 | 26 | 7   | 245 | 231 | 81  |
| Topeka Scarecrows     | 70 | 35 | 27 | 8   | 245 | 243 | 78  |
| San Antonio Iguanas   | 70 | 33 | 32 | 5   | 229 | 263 | 71  |

## Ray-Miron-Cup-Playoffs
| Ray-Miron-Cup-Viertelfinale | Ray-Miron-Cup-Viertelfinale | Ray-Miron-Cup-Viertelfinale |    |                       | Ray-Miron-Cup-Halbfinale | Ray-Miron-Cup-Halbfinale | Ray-Miron-Cup-Halbfinale |  |  | Ray-Miron-Cup-Finale | Ray-Miron-Cup-Finale | Ray-Miron-Cup-Finale |
|                             |                             |                             |    |                       |                          |                          |                          |  |  |                      |                      |                      |
| E1                          | Fayetteville Force          | 1                           |    |                       |                          |                          |                          |  |  |                      |                      |                      |
| E4                          | Macon Whoopee               | 3                           |    |                       |                          |                          |                          |  |  |                      |                      |                      |
| E4                          | Macon Whoopee               | 3                           | E2 | Columbus Cottonmouths | 3                        |                          |                          |  |  |                      |                      |                      |
|                             |                             |                             | E2 | Columbus Cottonmouths | 3                        |                          |                          |  |  |                      |                      |                      |
|                             | E4                          | Macon Whoopee               | 1  |                       |                          |                          |                          |  |  |                      |                      |                      |
| E2                          | E4                          | Macon Whoopee               | 1  | Columbus Cottonmouths | 3                        |                          |                          |  |  |                      |                      |                      |
| E2                          |                             |                             |    | Columbus Cottonmouths | 3                        |                          |                          |  |  |                      |                      |                      |
| E3                          | Huntsville Channel Cats     | 2                           |    |                       |                          |                          |                          |  |  |                      |                      |                      |
| E3                          | Huntsville Channel Cats     | 2                           | E2 | Columbus Cottonmouths | 3                        |                          |                          |  |  |                      |                      |                      |
|                             |                             |                             |    | Columbus Cottonmouths | 3                        |                          |                          |  |  |                      |                      |                      |
|                             | W2                          | Indianapolis Ice            | 4  |                       |                          |                          |                          |  |  |                      |                      |                      |
| W1                          | W2                          | Indianapolis Ice            | 4  | Oklahoma City Blazers | 3                        |                          |                          |  |  |                      |                      |                      |
| W1                          |                             |                             |    | Oklahoma City Blazers | 3                        |                          |                          |  |  |                      |                      |                      |
| W4                          | Wichita Thunder             | 2                           |    |                       |                          |                          |                          |  |  |                      |                      |                      |
| W4                          | Wichita Thunder             | 2                           | W1 | Oklahoma City Blazers | 0                        |                          |                          |  |  |                      |                      |                      |
|                             |                             |                             | W1 | Oklahoma City Blazers | 0                        |                          |                          |  |  |                      |                      |                      |
|                             | W2                          | Indianapolis Ice            | 3  |                       |                          |                          |                          |  |  |                      |                      |                      |
| W2                          | W2                          | Indianapolis Ice            | 3  | Indianapolis Ice      | 3                        |                          |                          |  |  |                      |                      |                      |
| W2                          |                             |                             |    | Indianapolis Ice      | 3                        |                          |                          |  |  |                      |                      |                      |
| W3                          | Tulsa Oilers                | 2                           |    |                       |                          |                          |                          |  |  |                      |                      |                      |

## Vergebene Trophäen
| Auszeichnung                                                        | Spieler            | Team                    |
| ------------------------------------------------------------------- | ------------------ | ----------------------- |
| Commissioner’s Trophy Bester Trainer                                | David Lohrei       | Fayetteville Force      |
| Most Valuable Player Bester Spieler der regulären Saison            | Chris MacKenzie    | Indianapolis Ice        |
| Most Valuable Player Bester Spieler der regulären Saison            | Yvan Corbin        | Indianapolis Ice        |
| Playoff Most Valuable Player Bester Spieler der Playoffs            | Jamie Morris       | Indianapolis Ice        |
| Rookie of the Year Bester Rookie der regulären Saison               | James Patterson    | Huntsville Channel Cats |
| Most Outstanding Defenseman Bester Verteidiger der regulären Saison | Brett Colborne     | Fayetteville Force      |
| Most Outstanding Goaltender Bester Torhüter der regulären Saison    | Frankie Ouellette  | Columbus Cottonmouths   |
| Ken McKenzie Trophy Bester Scorer der regulären Saison              | Chris MacKenzie    | Indianapolis Ice        |
| Ken McKenzie Trophy Bester Scorer der regulären Saison              | Yvan Corbin        | Indianapolis Ice        |
| Community Service Award Besonderes Engagement für die Gesellschaft  | Jerome Bechard     | Columbus Cottonmouths   |
| Ray Miron Cup Gewinner der Central-Hockey-League-Playoffs           | Indianapolis Ice   | Indianapolis Ice        |
| Adams Cup Bestes Team der regulären Saison                          | Fayetteville Force | Fayetteville Force      |